# Топонимия Приднестровской Молдавской Республики

Территория ПМР

Топонимия Приднестровской Молдавской Республики — совокупность географических названий, включающая наименования природных и культурных объектов на территории непризнанного государства — Приднестровской Молдавской Республики. Структура и состав топонимии ПМР обусловлены её географическим положением и богатой историей.

## Название государственного образования
2 сентября 1990 года II Чрезвычайный съезд народных депутатов всех уровней Приднестровья, состоявшийся в Тирасполе, принял Декларацию об образовании Приднестровской Молдавской Советской Социалистической Республики (ПМССР) со столицей в городе Тирасполь в составе СССР.
5 ноября 1991 года Постановлением Верховного Совета ПМССР «Об изменении названия Республики» было утверждено название «Приднестровская Молдавская Республика» (ПМР). Названия государства на других официальных языках ПМР — молдавском и украинском:молд. Република Молдовеняскэ Нистрянэ, укр. Придністровська Молдавська Республіка.

## Состав топонимии

### Гидронимы
- Билочи — известна также под названиями Белочка, Белокиша, Билочь, Белочь, Белочище[3].Этимология гидронима неизвестна;
- Ботна — происходит, вероятно, от слова «ботня» — «небольшое судно с набойными бортами»[4];
- Днестр — по оценке В. И. Абаева, гидроним происходит от двух формантов: скифо-сарматского -dānu — «вода, река», и осетинского -стр (в осетинском «‘стыр» звук «ы» настолько краток, что в некоторых случаях между согласными его практически не слышно) — «большой, великий». Таким образом, значение гидронима — «большая река (вода)»[5];
- Каменка — гидронимическое образование от славянского прилагательного «каменный» с субстантивирующим формантом -ка, означает «река в каменистой долине»[6];
- Кучурган — происхождение гидронима не установлено;
- Молокиш — от древнерусского молокита — «болото, топь»[7]; также известна под названием Окна, от молдавского «окнэ» — «родник»[8];
- Рыбница — от славянского «рыбная река»;
- Турунчук — вероятно, восходит к греческому форманту Тирес[9];
- Ягорлык — по оценке М.Фасмера, тождественен гидрониму «Егорлык», произошедшему под влиянием имени «Егор» из крымскотатарского, чагатайского, азербайджанского ägirlik — «кривизна», ägri — "кривой[10][11];
- Дубоссарское водохранилище — от ойконима «Дубоссары» (см. ниже);
- Кучурганский лиман — от потамонима «Кучурган» (см. выше).

### Ойконимы
- Тирасполь — топоним происходит от греческих формантов: названия реки Днестр — Τύρας и др.-греч. πόλις — «город»[12]. «Греческое» название Тирасполя связано с популярным в 1780—1790-е годы «греческим проектом» Екатерины II;
- Бендеры — до середины XV века в документах молдавских господарей фигурировал под названиями «Тягянякяча», до 1538 (по другим данным — 1541) года — «Тигина», после чего до 1919 года именовался «Бендеры». После присоединения Бессарабии Румынией в 1919 году, город вновь был переименован в Тигину, а после присоединения Бессарабии к СССР в 1940 году городу было возвращено название «Бендеры», сохраняющееся до сих пор (за исключением периода оккупации 1941—1944 годов). О происхождении названия «Тигина» есть несколько версий. Согласно одной из них, топоним происходит либо от татарского слова, означающего «князь», либо от татарского имени Тигин, упоминавшегося, в частности, у Карамзина: возможно, что один из татарских князей, бежав от литовской или польской экспансии в эти места, мог дать название городу. Согласно другой («славянской») версии, в X веке эти места населяло одно из славянских племён — тиверцы, употреблявшие слова «тянуть», «тягнуть», «толкать», «тункать» для обозначения переправы, откуда и пошло название города. Название «Бендеры», по оценке российского топонимиста Э. М. Мурзаева, происходит от иранского форманта -банд, -бенд, -бент, порождающего дериват -бендер, означающего «порт, гавань, приморский город»[13];
- Григориополь — существует несколько версий возникновения топонима. Согласно одной из них, князь Потёмкин, занимавшийся устроением города по указу Екатерины II, повелел назвать новый город армян Григориополем «в честь ангела своего», а по другой — «повелел составить из селения их город во имя святого Григория Просветителя всея Армении»[14];
- Днестровск — от гидронима «Днестр» (см.выше), несмотря на то, что находится не на берегу этой реки;
- Дубоссары — согласно наиболее распространённой версии, топоним происходит от молдавского дубэсарь — «строитель дубасов» (дубас — большая рыболовная лодка, изготовляемая из цельного ствола дерева)[15]. Наряду с ней, существует версия о тюркском происхождения топонима — от татарского слова «Тембосары» или «Дембосары», что означает «Жёлтые холмы»[16];
- Каменка — от гидронима «Каменка» (см. выше)[6];
- Рыбница — имеется несколько версий происхождения топонима. По одной из них, он происходит от гидронима Рыбница — поселение было основано в устье этой реки при впадении в Днестр. Согласно другой версии, топоним происходит от имени боярина Рыдвана, который дослужившись у турок до полковника, перешёл на службу польского короля, при этом была возведена деревянная крепость и возникло поселение под названием «Рыдванец», которое постепенно трансформировалось в «Рыбницу»[17];
- Слободзея — от молдавского «slobozia» (рус. «слобода»)[18].